# Ranunculus pathanorum
Ranunculus pathanorum är en ranunkelväxtart som beskrevs av K. H. Rechinger. Ranunculus pathanorum ingår i släktet ranunkler, och familjen ranunkelväxter. Inga underarter finns listade i Catalogue of Life.